# An Evening with Silk Sonic
An Evening with Silk Sonic é o álbum de estúdio de estreia do duo estadunidense Silk Sonic, composto pelos artistas Bruno Mars e Anderson .Paak. Foi lançado em 12 de novembro de 2021, através da Aftermath Entertainment e Atlantic Records. Mars se reuniu com Christopher Brody Brown, enquanto .Paak procurou Domitille Degalle e JD Beck para escrever o álbum. Silk Sonic recrutou o músico norte-americano Bootsy Collins para a narração e o produtor musical norte-americano D'Mile para compor o álbum. As sessões de gravação de An Evening with Silk Sonic ocorreram em 2017 e entre o início de 2020 e meados de 2021 no Shampoo Press & Curl Studios.
Três singles precederam o álbum: o primeiro single "Leave the Door Open" foi um sucesso comercial, liderando a parada da Billboard Hot 100 como a oitava canção número um de Mars nos Estados Unidos e a primeira de Paak. O sucessor, "Skate", alcançou a posição 14 na parada Billboard Hot 100. O terceiro single, "Smokin Out the Window", foi o segundo top 10 da dupla nos Estados Unidos, alcançando a oitava posição.

## Antecedentes
Bruno Mars e Anderson Paak se conheceram em 2017, enquanto viajavam juntos pela Europa com a 24K Magic World Tour de Mars (2017-18). Eles rapidamente se tornaram amigos e decidiram colaborar em um projeto juntos. Em uma entrevista a Zane Lowe para o podcast Beats 1 da Apple Music, Mars disse que a maior parte do álbum está "enraizada nas batidas de bateria [de Paak]". Ele continuou, dizendo que trabalha "ao contrário do violão ou piano", enquanto a "música de Paak é movida pela percussão, derivada da influência da velha escola da Motown". Eles atribuem um ao outro a "paisagem sonora ultramoderna" que modela o som do Silk Sonic.
Enquanto no estúdio, Mars e Paak tentaram criar um setlist dos sonhos. Eles a apelidaram de "setlist do doom", mas precisavam de alguém que pudesse "encadear" todas as músicas. Mars admitiu que ele e Paak admiravam Bootsy Collins, que, em última análise, foi o anfitrião do álbum. Collins veio com o nome para a dupla de Mars e Paak. acordo com Mars, as sessões de estúdio começaram em 2017 devido a uma frase que ele disse durante a turnê que acabou no gancho de uma das músicas do álbum. Depois, a dupla decidiu continuar criando mais músicas, e apesar da pandemia de COVID-19, Paak afirmou que em vez de "tentarem fazer música à distância", os dois ficaram "cara a cara no estúdio". Isso permitiu que a dupla tocasse, entendesse como fazer as pessoas se sentirem bem com as músicas que criaram do zero e o que estava faltando nas faixas.
Mars confessou: "Anderson entrando no estúdio e desbloqueando algo em meu cérebro que eu nunca usei antes ... É assim que a inspiração acontece, sabe?" Durante a mesma entrevista, Paak disse que a dupla almejava "Delta swamp blues era o que queríamos".  Em 26 de fevereiro de 2021, Mars e Paak anunciaram que gravaram um álbum juntos sob o nome da banda Silk Sonic. Na época, o álbum de estreia da banda seria intitulado An Evening with Silk Sonic e apresentava o músico americano Bootsy Collins como convidado especial. Em 5 de março de 2021, o título do álbum foi confirmado.

## Divulgação
O primeiro single "Leave the Door Open" foi apresentado pela primeira vez na 63ª edição do Grammy Awards que ocorreu em 14 de Março de 2021, com Mars, Paak e banda com visual e estética que remete a década de 70.

## Alinhamento de Faixas
| Edição padrão  |                                                                  |                                                                                         |                             |         |  |
| N.º            | Título                                                           | Compositor(es)                                                                          | Produtor(es)                | Duração |  |
| 1.             | "Silk Sonic Intro"                                               | Brandon Anderson Bruno Mars Dernst "D'Mile" Emile II                                    | Mars D'Mile                 | 1:03    |  |
| 2.             | "Leave the Door Open"                                            | Anderson Mars Christopher "Brody" Brown Emile II                                        | Mars D'Mile                 | 4:02    |  |
| 3.             | "Fly as Me"                                                      | Anderson Mars Emile II                                                                  | Mars D'Mile                 | 3:39    |  |
| 4.             | "After Last Night" (participação de Thundercat e Bootsy Collins) | Anderson Mars Emile II Jeremy Reeves Jonathan Yip Ray Charles McCullough II Ray Romulus | Mars D'Mile The Stereotypes | 4:09    |  |
| 5.             | "Smokin Out the Window"                                          | Anderson Mars Emile II                                                                  | Mars D'Mile                 | 3:17    |  |
| 6.             | "Put On a Smile"                                                 | Anderson Mars Emile II                                                                  | Mars D'Mile                 | 4:15    |  |
| 7.             | "777"                                                            | Anderson Mars Emile II                                                                  | Mars                        | 2:45    |  |
| 8.             | "Skate"                                                          | Anderson Mars Emile II Domitille Degalle J.D. Beck James Fauntleroy                     | Mars D'Mile                 | 3:23    |  |
| 9.             | "Blast Off"                                                      | Anderson Mars Emile II                                                                  | Mars D'Mile                 | 4:44    |  |
| Duração total: | Duração total:                                                   | Duração total:                                                                          | Duração total:              | 31:17   |  |

Notas
- Silk Sonic Intro, Smokin Out The Window e Blast Off - Contém participação não creditada de Bootsy Collins

## Créditos
| Créditos de composição e parte técnica - Bruno Mars – vocal, produção, guitarra, conga - Anderson .Paak – vocal, bateria - Bootsy Collins – vocal - D'Mile – backing vocal, produção, baixo, guitarra, teclado, orgão, piano - Christopher Brody Brown – baixo - Larry Gold – condução de cordas, arranjo - Mike Feingold – guitarra - Kameron Whalum – trombone - Kirk Smothers – saxofone - Marc Franklin – trompete - Glenn Fischbach – violoncelo - Jonathan Kim – viola - Yoshihiko Nakano – viola - Blake Espy – violino - Emma Kummrow –violino - Gared Crawford – violino - Natasha Colkett – violino - Tess Varley – violino - Luigi Mazzocchi – violino | Gravação - Charles Moniz – engenharia, gravação - Alex Resoagli – assistente de engenharia - Serban Ghenea – mixagem - John Hanes – engenharia de mixagem - Randy Merrill – masterização |